# Vysšaja Liga 1972-1973 (pallacanestro)
La Vysšaja Liga 1972-1973 è stata la 39ª edizione del massimo campionato sovietico di pallacanestro maschile. La vittoria finale è stata appannaggio del CSKA Mosca.

## Classifica
|  |     | Squadra                    | G  | V  | P  | PF   | PS   | PF/PS | Pt |
|  | --- | -------------------------- | -- | -- | -- | ---- | ---- | ----- | -- |
|  | 1.  | CSKA Mosca                 | 27 | 23 | 4  | 2387 | 1991 | +396  | 50 |
|  | 2.  | Spartak Leningrado         | 27 | 21 | 6  | 2046 | 1848 | +198  | 48 |
|  | 3.  | Žalgiris Kaunas            | 27 | 17 | 10 | 2037 | 1971 | +66   | 44 |
|  | 4.  | Dinamo Mosca               | 27 | 16 | 11 | 2020 | 1979 | +41   | 43 |
|  | 5.  | Dinamo Tbilisi             | 27 | 13 | 14 | 1984 | 2015 | -31   | 40 |
|  | 6.  | Stroitel Kiev              | 27 | 11 | 16 | 1964 | 2047 | -83   | 38 |
|  | 7.  | Kalev Tartu                | 27 | 10 | 17 | 1878 | 1929 | -51   | 37 |
|  | 8.  | SKA Kiev                   | 27 | 10 | 17 | 1814 | 1900 | -86   | 37 |
|  | 9.  | RTI Minsk                  | 27 | 10 | 17 | 1852 | 1997 | -145  | 37 |
|  | 10. | Avtomobilist Vorošilovgrad | 27 | 4  | 23 | 1873 | 2178 | -305  | 31 |

## Squadra vincitrice
|  | Naz.                        | Ruolo | Sportivo             | Anno | Alt. |  |  |
|  | --------------------------- | ----- | -------------------- | ---- | ---- |  |  |
|  | Unione Sovietica (bandiera) | C     | Vladimir Andreev     | 1945 | 215  |  |  |
|  | Unione Sovietica (bandiera) | G     | Sergej Belov         | 1944 | 190  |  |  |
|  | Unione Sovietica (bandiera) |       | K. Belopuckij        |      |      |  |  |
|  | Unione Sovietica (bandiera) | C     | Nikolaj D'jačenko    | 1948 | 212  |  |  |
|  | Unione Sovietica (bandiera) | P     | Vladimir Gomel'skij  | 1953 | 178  |  |  |
|  | Unione Sovietica (bandiera) | G     | Vladimir Illjuk      |      |      |  |  |
|  | Unione Sovietica (bandiera) | A     | Ivan Jadėška         | 1945 | 196  |  |  |
|  | Unione Sovietica (bandiera) | G     | Sergej Jastrebov     |      |      |  |  |
|  | Unione Sovietica (bandiera) | G     | Vadim Kapranov       | 1940 | 190  |  |  |
|  | Unione Sovietica (bandiera) | AG    | Evgenij Kovalenko    | 1950 | 198  |  |  |
|  | Unione Sovietica (bandiera) | A     | Nikolaj Kovyrkin     |      |      |  |  |
|  | Unione Sovietica (bandiera) | G     | Aleksandr Kul'kov    | 1943 | 183  |  |  |
|  | Unione Sovietica (bandiera) | P     | Valerij Miloserdov   | 1951 | 187  |  |  |
|  | Unione Sovietica (bandiera) | A     | Viktor Petrakov      | 1949 | 200  |  |  |
|  | Unione Sovietica (bandiera) | C     | Boris Subbotin       |      |      |  |  |
|  | Unione Sovietica (bandiera) | C     | Vladimir Viktorov    |      |      |  |  |
|  | Unione Sovietica (bandiera) | C     | Alžan Žarmuchamedov  | 1944 | 207  |  |  |
|  | Unione Sovietica (bandiera) | ALL   | Aleksandr Gomel'skij |      |      |  |  |